# XTE J1650-500
XTE J1650-500 is een stellair zwart gatkandidaat en tevens sterke röntgenbron gelegen in het sterrenbeeld Ara.
In 2008 werd beweerd dat dit zwarte gat een massa van 3,8 ± 0,5 zonnemassa's zou hebben, dit zou betekenen dat dit het kleinste bekende zwarte gat zou zijn. Echter werd deze claim vervolgens ingetrokken. De massa bedraagt waarschijnlijk eerder 5-10 zonnemassa's.
De omlooptijd van het zwarte gat en zijn begeleider zijn 0,32 dagen.